# Stalker (Fernsehserie)
Stalker ist eine US-amerikanische Fernsehserie, die vom 1. Oktober 2014 bis zum 18. Mai 2015 vom Sender CBS ausgestrahlt wurde. Die deutschsprachige Erstausstrahlung begann am 27. Januar 2015 auf Sat.1 emotions.

## Handlung
Im Mittelpunkt der Serie stehen die Opfer von Stalking und die Polizisten des LAPDs im Bereich der „Threat Assessment Unit“ (TAU) aus Los Angeles. Jegliche Formen von Stalking, egal ob bei Promis oder bei normalen Bürgern, denen die ungesunde Besessenheit ihrer Mitmenschen Probleme macht und von denen sie annehmen müssen, dass davon eine Gefahr für sie ausgeht, wird von ihnen ernst genommen. Leiterin der Ermittlungseinheit ist Detective Beth Davis, die den etwas überheblichen Detective Jack Larsen zugeteilt bekommen hat, der von der Mordkommission in New York nach Los Angeles versetzt wurde. Zum Team gehören weiterhin die erfahrene Ermittlerin Detective Janice Lawrence und der junge Detective Ben Caldwell, der sich Hoffnungen auf die Stelle gemacht hat, die Jack Larsen nun bekommen hat.
Die Serie endet mit einem Cliffhanger, da ihre Einstellung erst nach der Fertigstellung der ersten Staffel beschlossen wurde.

## Besetzung

### Hauptbesetzung
| Rolle                              | Schauspieler    | Episoden | Synchronsprecher |
| ---------------------------------- | --------------- | -------- | ---------------- |
| Jack Larsen                        | Dylan McDermott | 1–20     | Peter Flechtner  |
| Beth Davis, früher Michelle Webber | Maggie Q        | 1–20     | Ranja Bonalana   |
| Janice Lawrence                    | Mariana Klaveno | 1–20     | Shandra Schadt   |
| Ben Caldwell                       | Victor Rasuk    | 1–20     | Julius Jellinek  |
| Amanda Taylor                      | Elisabeth Röhm  | 1–20     | Victoria Sturm   |

### Nebenbesetzung
| Rolle                 | Schauspieler    | Episoden | Synchronsprecher          |
| --------------------- | --------------- | -------- | ------------------------- |
| Perry „Brody“ Whitley | Erik Stocklin   | 1–17     | Constantin von Jascheroff |
| Ethan Taylor          | Gabriel Bateman | 1–16     |                           |
| Tracy Wright          | Tara Summers    | 2–17     | Marie Bierstedt           |
| Trent                 | Warren Kole     | 3–14     | Rainer Fritzsche          |
| Ray                   | Eion Bailey     | 12–18    |                           |

Die deutsche Synchronisation übernahm Arena Synchron. Das Dialogbuch schrieb Eva Schaaf, Dialogregie führte Nicolás Artajo.

## Ausstrahlung
Vereinigte Staaten
In den Vereinigten Staaten startete die Serie am 1. Oktober 2014 hinter dem Auftakt der zehnten Staffel von Criminal Minds auf CBS. Ende Oktober bestellte der Sender weitere Episoden der Serie. Letztendlich wird die erste Staffel aus 20 Episoden bestehen. Im Februar 2015 wurde nach 17 Folgen die Ausstrahlung der Serie zugunsten von CSI: Cyber unterbrochen. Die restlichen drei Episoden werden vom 27. April bis zum 18. Mai 2015 ausgestrahlt. Die Serie wurde im Mai 2015 nach einer Staffel eingestellt.
Deutschland
Die deutschsprachige Erstausstrahlung der ersten Staffel startete am 27. Januar 2015 auf dem Pay-TV-Sender Sat.1 emotions. Im Free-TV begann die Serie am 5. Februar 2015 auf Sat.1 ebenfalls, wie in den Vereinigten Staaten, hinter dem Auftakt der zehnten Staffel von Criminal Minds.

## Kritiken
Stalker erhielt auf Rotten Tomatoes eine Bewertung von 21 % und auf Metacritic von 17 %. Die FAZ bemängelte, dass die Auftaktfolge nach Schema F konzipiert worden sei.

## Episodenliste
| Nr. | Deutscher Titel       | Originaltitel                    | Erstausstrahlung USA | Deutschsprachige Erstausstrahlung (D) | Regie             | Drehbuch                         | Zuschauer (USA) | Quoten (D: Sat.1) |
| --- | --------------------- | -------------------------------- | -------------------- | ------------------------------------- | ----------------- | -------------------------------- | --------------- | ----------------- |
| 1   | Ein ungleiches Duo    | Pilot                            | 1. Okt. 2014         | 27. Jan. 2015                         | Liz Friedlander   | Kevin Williamson                 | 9,05 Mio.       | 2,20 Mio.         |
| 2   | Auf der falschen Spur | Whatever Happened to Baby James? | 8. Okt. 2014         | 3. Feb. 2015                          | Liz Friedlander   | Sanford Golden & Karen Wyscarver | 8,17 Mio.       | 1,53 Mio.         |
| 3   | Tag der Abrechnung    | Manhunt                          | 15. Okt. 2014        | 10. Feb. 2015                         | Bronwen Hughes    | Brett Mahoney                    | 7,87 Mio.       | 2,18 Mio.         |
| 4   | Todesangst            | Phobia                           | 22. Okt. 2014        | 17. Feb. 2015                         | Roxann Dawson     | Heather Zuhlke                   | 7,37 Mio.       | 2,16 Mio.         |
| 5   | Das Spukhaus          | The Haunting                     | 29. Okt. 2014        | 24. Feb. 2015                         | Brad Turner       | Kevin Williamson                 | 7,36 Mio.       | —                 |
| 6   | Ein anderer Mensch    | Love is a Battlefield            | 5. Nov. 2014         | 3. März 2015                          | Omar Madha        | Dewayne Jones                    | 7,34 Mio.       | 2,47 Mio.         |
| 7   | Fanpost               | Fanatic                          | 12. Nov. 2014        | 10. März 2015                         | Kevin Bray        | Tamara Jaron                     | 7,01 Mio.       | 1,91 Mio.         |
| 8   | Dunkle Vergangenheit  | Skin                             | 19. Nov. 2014        | 17. März 2015                         | Fred Toye         | Corey Evett & Matt Partney       | 7,98 Mio.       | 2,15 Mio.         |
| 9   | Verrückt nach Dir     | Crazy for You                    | 26. Nov. 2014        | 24. März 2015                         | Liz Friedlander   | Dawn DeNoon                      | 8,26 Mio.       | —                 |
| 10  | Schrei nach Hilfe     | A Cry for Help                   | 3. Dez. 2014         | 31. März 2015                         | Jeff Thomas       | Heather Zuhlke                   | 7,47 Mio.       | —                 |
| 11  | Die ganze Wahrheit    | Tell All                         | 10. Dez. 2014        | 7. Apr. 2015                          | David Rodriguez   | Sean Hennen                      | 7,25 Mio.       | —                 |
| 12  | Geheimnisse und Lügen | Secrets and Lies                 | 14. Jan. 2015        | 14. Apr. 2015                         | David Rodriguez   | Sean Hennen                      | 7,87 Mio.       | —                 |
| 13  | Wahre Liebe           | The News                         | 21. Jan. 2015        | 21. Apr. 2015                         | Liz Friedlander   | Dewayne Jones                    | 8,08 Mio.       | —                 |
| 14  | Für immer             | My Hero                          | 28. Jan. 2015        | 28. Apr. 2015                         | Kevin Bray        | Tamara Jaron                     | 8,34 Mio.       | 2,20 Mio.         |
| 15  | Gesucht und gefunden  | Lost and Found                   | 4. Feb. 2015         | 7. Mai 2015                           | Rob Seidenglanz   | Corey Evett & Matt Partney       | 7,35 Mio.       | —                 |
| 16  | Die Auserwählte       | Salvation                        | 11. Feb. 2015        | 21. Mai 2015                          | Liz Friedlander   | Danny Tolli                      | 7,64 Mio.       | 2,17 Mio.         |
| 17  | Aus Spiel wird Angst  | Fun and Games                    | 18. Feb. 2015        | 28. Mai 2015                          | Jeff T. Thomas    | Kevin Williamson                 | 6,74 Mio.       | 1,96 Mio.         |
| 18  | Die Hütte im Wald     | The Woods                        | 27. Apr. 2015        | 4. Juni 2015                          | Fred Toye         | Sean Hennen                      | 5,70 Mio.       | 1,81 Mio.         |
| 19  | Liebe tut weh         | Love Hurts                       | 11. Mai 2015         | 11. Juni 2015                         | Hanelle Culpepper | Sanford Golden & Karen Wyscarver | 6,37 Mio.       | 1,73 Mio.         |
| 20  | Liebe tötet           | Love Kills                       | 18. Mai 2015         | 18. Juni 2015                         | Liz Friedlander   | Kevin Williamson & Dewayne Jones | 6,79 Mio.       | 1,84 Mio.         |